# 松下哲哉
松下 哲哉（まつした てつや、1960年8月9日 - ）は、日本の生理学者。運動生理学、特に循環器系統の持久力「息こらえの研究」で有名である。アーティスティックスイミング選手をはじめスポーツ選手、水中モデルなどへの指導を行っている。福島大学教育学部卒業。学位は教育学士。神奈川県横浜市生まれ。
日本水中スポーツ連盟、日本運動生理学会、日本バイオメカニクス学会所属。現職は千葉県立白井高等学校教諭、インターネット医科大学教授。

## 略歴
- 1960年（昭和35年）8月9日 - 神奈川県横浜市生まれ
- 1973年（昭和48年）3月 - 千葉県鎌ヶ谷市立東部小学校卒業
- 1976年（昭和51年）3月 - 千葉県鎌ヶ谷市立鎌ヶ谷中学校卒業
- 1979年（昭和54年）3月 - 千葉県立船橋東高等学校卒業
- 1983年（昭和58年）3月 - 福島大学教育学部卒業
- 1983年（昭和58年）4月 - 千葉県立行徳高等学校教諭
- 1990年（平成2年）4月 - 千葉県立八千代西高等学校教諭
- 2001年（平成13年）3月 - インターネット医科大学教授（現職）
- 2001年（平成13年）4月 - 千葉県立沼南高柳高等学校教諭
- 2011年（平成23年）4月 - 千葉県立白井高等学校教諭（現職）

## 人物
大学の教育学部への進学に反対する両親を説得、福島大学教育学部へ入学し教育者の道に進む。福島大学入学とほぼ同時に元東京大学教授である石河利寛に感銘を受け運動生理学分野に興味を示す。福島大学1年生の時、水中写真家・館石昭のモルディブでの水中写真集「海のオリビア」で水中モデルに指導をしたことから第一歩を踏む。その後、水中ファッションショーの水中モデル（主に海外）やアーティスティックスイミング選手への指導が本格化し、自身の息こらえの研究も軌道にのる。アメリカのJ.レッドフォード博士より助言を受けながら指導を続ける。独自の息こらえ時間を延長させる方法を開発し、国内ではオリンピックレベルの選手への指導も行い、アーティスティックスイミング、水泳以外でのスポーツ選手や親交の深いプロ野球選手への指導助言も行っている。海外や国内での映画の水中シーンにおいて、俳優や女優に個別指導も行っている。またアーティスティックスイミングや潜水、運動生理学関係でマスコミなどの取材を受けることもある。インターネット医科大学においては、分野は違うが全国から寄せられる相談にも回答している。元内務省官僚松下芳三郎は祖父である。

## 業績
息こらえ時間が練習によって確実に延長することを証明する。息こらえ時間を延長させること自体が最終的な目標ではなく、息こらえ時間を伸ばす訓練が各スポーツにおいて、技術の上達は別として心肺機能の向上につながるため、楽に競技を遂行させることができるようになる。また、独自の息こらえ練習方法により短期間に息こらえ時間を飛躍的に伸ばすことに成功する。特にアーティスティックスイミング選手には有効である。しかし現在ではアーティスティックスイミング競技において、潜水時間の長短は採点の基準になっていない。また、自転車に乗ることを何年経過しても忘れないのと同じように、1度延長した息こらえ時間は何年たってもそれほど減少しない。また、体型や肺活量と息こらえ時間の相関関係を調べ有意な差がないことを証明する。血中二酸化炭素濃度検知器官を鈍感化させることにより息こらえ時間を延長させる。

## 主な研究
- アーティスティックスイミング選手の息こらえ時間
- 低年齢における息こらえ時間
- 息こらえ中の脈拍数の変動（潜水徐脈）
- 息こらえ前後の肺胞の中の酸素と二酸化炭素
- 過換気呼吸が息こらえ時間に及ぼす影響
- 連続の過換気呼吸の危険性
- 水温がアーティスティックスイミング選手の水中息こらえ時間に及ぼす影響
- 息こらえ訓練と最大酸素摂取量の増加
- 深呼吸健康法
- 独自の息こらえの練習方法の開発及び発展

## 書籍
- Women's Fitness Magazine「Effect and influence of breathholdtraining」（2000年2月号）
- 月刊スイミングライフ「シンクロナイズドスイミング特集　松下哲哉の不思議な世界!」（2001年6月号）
- Swim and People「Special feature　Breathhold:Why is it necessary?」（2001年8月号）
- Swim and People「Special feature　Breathhold:After all it will be necessary」（2001年9月号）
- BASICS SWIMMING「Easy breathing」（2005年11月）
- 游泳年齢組教学訓練大網（2006年初版　中国）
- 月刊 ザテレビジョン（2013年12月号 10月24日発売）

## 新聞
- 福島県内各紙「ヨークベニマル広告」（1980年6月〜7月）
- 千葉日報「広告」（1995年5月31日）
- 読売新聞（2001年11月6日夕刊）
- 夕刊フジ（2005年4月19日）
- スポーツニッポン「アーティスティックスイミング」（2005年7月25日）
- 日本教育新聞（2007年3月7日）
- 朝日新聞（2007年3月19日）
- 北日本新聞（2007年12月13日）
- 毎日新聞（2008年8月23日）
- 日刊スポーツ（2008年8月24日）
- 東京中日スポーツ（2010年2月8日）
- 東京中日スポーツ（2010年4月14日）
- スポーツソウル（2010年5月1日　韓国）
- スポーツ報知（2011年1月17日）
- サンケイスポーツ（2011年2月27日）
- スポーツニッポン（2011年7月22日）
- 日刊スポーツ（2011年7月23日）
- 東京中日スポーツ（2012年5月10日）
- 読売新聞（2013年9月24日）
- 朝日新聞（2014年5月8日）
- サンケイスポーツ（2015年7月29日）
- 朝日新聞（2016年1月15日）
- 中国新聞（2016年3月9日
- 読売新聞（2016年3月18日）
- 朝日新聞（2017年10月6日）
- 北海道新聞（2017年10月6日）
- 毎日新聞（2017年10月13日）

## テレビ（出演　呼吸法指導）

### 情報番組、バラエティ番組、ニュース番組
- 『所さんの目がテン! 「シンクロナイズドスイミング」』（日本テレビ 2000年9月17日放送）
- 『ZONE』（TBS 2002年10月13日放送）
- 『光る!スポーツ研究所』（名古屋テレビ 2006年4月1日放送）
- 『Qさま!!』（テレビ朝日 2006年7月放送）
- 『NEWSゆう』（朝日放送 2006年10月5日放送）
- 『解体新ショー「北京オリンピック直前企画！息こらえ」』（NHK総合テレビ 2008年7月18日放送　8月28日再放送）
- 『近未来×予測テレビ ジキル&ハイド』（テレビ朝日 2009年2月22日放送）
- 『ズームイン!!SUPER』（日本テレビ 2009年9月11日放送）
- 『TBSニュースバード』（スカパー!Ch258 2010年2月15日放送）
- 『不可思議探偵団』（日本テレビ 2010年7月12日放送）
- 『FNNスーパーニュース』（フジテレビ 2011年3月14日放送）
- 『ザ!鉄腕!DASH!!』（日本テレビ 2011年10月23日放送）
- 『乃木坂って、どこ?』（テレビ愛知 2011年10月24日放送）
- 『所さんの学校では教えてくれないそこんトコロ!』（テレビ東京 2013年6月14日放送）
- 『草彅剛のがんばった大賞 第20回記念ドラマNG大放出SP』（フジテレビ 2013年10月7日放送）
- 『アレはスゴイはず!?』（テレビ朝日 2014年3月9日放送）
- 『趣味バカ』（サンテレビ 2014年8月2日放送）
- 『趣味バカ』（千葉テレビ 2014年9月3日放送）
- 『痛快TV スカッとジャパン』（フジテレビ 2014年10月20日放送）
- 『痛快TV スカッとジャパン』（フジテレビ 2015年3月23日放送）
- 『痛快TV スカッとジャパン』（フジテレビ 2015年8月3日放送）
- 『ザ!世界仰天ニュース』（日本テレビ 2015年9月16日放送）
- 『めざましテレビ』（フジテレビ 2015年10月16日放送）
- 『世界ナゼそこに?日本人 〜知られざる波瀾万丈伝〜』（テレビ東京 2015年10月26日放送）
- 『痛快TV スカッとジャパン』（フジテレビ 2016年4月25日放送）
- 『白熱ライブ ビビット』（TBS 2016年7月17日放送）
- 『痛快TV スカッとジャパン』（フジテレビ 2016年9月12日放送）
- 『痛快TV スカッとジャパン』（フジテレビ 2016年12月5日放送）
- 『NEWS23』（TBS 2017年10月5日放送）
- 『あさチャン!』（TBS 2017年10月6日放送）
- 『ビビット』（TBS 2017年10月6日放送）
- 『現場の3分間 その時、あなたはどう動く?』（テレビ東京 2017年12月6日放送）
- 『痛快TV スカッとジャパン』（フジテレビ 2018年3月26日放送）
- 『痛快TV スカッとジャパン』（フジテレビ 2018年7月2日放送）
- 『痛快TV スカッとジャパン』（フジテレビ 2018年9月3日放送）
- 『痛快TV スカッとジャパン』（フジテレビ 2018年10月29日放送）
- 『痛快TV スカッとジャパン』（フジテレビ 2018年11月12日放送）
- 『24時間テレビ 「愛は地球を救う」』[1]（日本テレビ 2019年8月24日放送）
- 『嵐にしやがれ』（日本テレビ 2019年8月24日放送）

### ドラマ
- 『俺の空 刑事編』（テレビ朝日 2011年12月18日放送）
- 木曜ドラマ9『最高の人生の終り方〜エンディングプランナー〜』（TBS 2012年1月12日放送）
- 木曜劇場『聖なる怪物たち』（テレビ朝日 2012年1月19日 2月9日 3月1日放送）
- 日曜劇場『運命の人』（TBS 2012年 2月26日 3月4日放送）
- 『ラッキーセブン』（フジテレビ 2012年3月19日放送）
- スペシャルドラマ『ブラックボード〜時代と戦った教師たち〜』第1夜（TBS 2012年4月5日放送）
- 日曜劇場『ATARU』（TBS 2012年4月22日放送）
- スペシャルドラマ『悪女について』（TBS 2012年4月30日放送）
- 『Wの悲劇』（テレビ朝日 2012年4月26日 5月3日放送）
- 『放課後はミステリーとともに』（TBS 2012年5月8日放送）
- 金曜ドラマ『もう一度君に、プロポーズ』（TBS 2012年5月11日放送）
- 木曜ドラマ9『パパドル!』（TBS 2012年6月7日放送）
- 金曜ナイトドラマ『都市伝説の女』（テレビ朝日 2012年6月8日放送）
- NTTドコモ 20周年スペシャルドラマ 夢の扉+ 特別編『20年後の君へ』（TBS 2012年7月1日放送）
- 『リッチマン、プアウーマン』（フジテレビ 2012年7月23日放送）
- 木曜ドラマ9『ビギナーズ!』（TBS 2012年7月12日・7月19日・7月26日放送）
- 木曜劇場東野圭吾ミステリーズ『レイコと玲子』（フジテレビ 2012年7月26日放送）
- 『息もできない夏』（フジテレビ 2012年8月14日放送）
- 『VISION-殺しが見える女-』（読売テレビ 2012年8月16日放送）
- 『GTO』（関西テレビ 2012年8月21日放送）
- 金曜ドラマ『黒の女教師』（TBS 2012年7月20日 8月17日 9月7日放送）
- 『赤い糸の女』（東海テレビ 2012年9月21日放送）
- 『GTOスペシャル』（関西テレビ 2012年10月2日放送）
- 金曜ナイトドラマ『匿名探偵』（テレビ朝日 2012年10月12日放送）
- 金曜プレステージ 特別企画『ドルチェ』（フジテレビ 2012年10月12日放送）
- 日曜劇場『MONSTERS』（TBS 2012年11月4日放送）
- 木曜ドラマ9『レジデント〜5人の研修医』（TBS 2012年11月29日放送）
- 金曜プレステージ 特別企画『悪党』（フジテレビ 2012年11月30日放送）
- 『遅咲きのヒマワリ〜ボクの人生、リニューアル〜』（フジテレビ 2012年12月4日放送）
- 『高校入試』（フジテレビ 2012年11月24日 12月8日放送）
- 『ドクターX〜外科医・大門未知子〜』（テレビ朝日 2012年10月25日 12月13日放送）
- 『結婚しない』（フジテレビ 2012年12月13日放送）
- 『青春アルゴリズム』（テレビ東京 2012年12月24日放送）
- 『ラッキーセブンスペシャル』（フジテレビ 2013年1月3日放送）
- 『おトメさん』（テレビ朝日 2013年1月17日放送）
- 木曜ドラマ9『あぽやん〜走る国際空港』（TBS 2013年1月17日・1月24日・1月31日・2月7日放送）
- 『コドモ警視』（TBS 2013年1月23日放送）
- 月曜ゴールデン『女医・早乙女美砂「ガラスの階段」』（TBS 2013年2月4日放送）
- ドラマ10『いつか陽のあたる場所で』（NHK総合テレビ 2013年2月5日放送）
- 水曜ミステリー9『女三代 如月法律事務所』（テレビ東京 2013年2月7日放送）
- 『最高の離婚』（フジテレビ 2013年2月21日放送）
- 『夜行観覧車』（TBS 2013年3月1日 3月15日放送）
- 『サキ』（フジテレビ 2013年3月12日放送）
- 『でたらめヒーロー』（読売テレビ 2013年4月11日 4月18日放送）
- 月曜ミステリーシアター『確証〜警視庁捜査3課』（TBS 2013年4月22日放送）
- 『家族ゲーム』（フジテレビ 2013年4月24日放送）
- 木曜ドラマ9『潜入探偵トカゲ』（TBS 2013年5月2日・5月9日放送）
- 『ラスト♡シンデレラ』（フジテレビ 2013年5月16日放送）
- 日曜劇場『空飛ぶ広報室』（TBS 2013年6月2日放送）
- 『ガリレオ』（フジテレビ 2013年6月10日放送）
- 金曜プレステージ『十津川警部・初恋』（フジテレビ 2013年6月21日放送）
- ドラマ10『激流〜私を憶えていますか？〜』（NHK総合テレビ 2013年6月25日放送）
- 『町医者ジャンボ!!』（読売テレビ 2013年7月4日・7月25日放送）
- 日曜劇場『半沢直樹』（TBS 2013年7月7日放送）
- 『DOCTORS2 最強の名医』（テレビ朝日 2013年7月11日・7月18日放送）
- 『救命病棟24時』（フジテレビ 2013年7月16日放送）
- 『ショムニ2013』（フジテレビ 2013年7月17日放送）
- 『Oh,My Dad!!』（フジテレビ 2013年8月8日放送）
- 月曜ミステリーシアター『名もなき毒』（TBS 2013年8月12日放送）
- 『ぴんとこな』（TBS 2013年8月22日放送）
- 金曜プレステージ『女医・倉石祥子〜死の研究室〜』 （フジテレビ 2013年8月23日放送）
- 『SUMMER NUDE』（フジテレビ 2013年8月26日放送）
- 『熱血硬派くにおくん』（NOTTV 2013年9月13日放送）
- 日曜エンターテインメント『いねむり先生』（テレビ朝日 2013年9月15日放送）
- 関西テレビ放送開局55周年記念ドラマ『神様のベレー帽〜 手塚治虫のブラック・ジャック創作秘話〜』（フジテレビ 2013年9月24日放送）
- 水曜ミステリー9『検事・沢木正夫 第三の容疑者』（テレビ東京 2013年9月25日放送）
- フジテレビ開局55周年特別番組『抱きしめたい!Forever』（フジテレビ 2013年10月1日放送）
- 日曜エンターテインメント『事件救命医〜IMATの奇跡〜』（テレビ朝日 2013年10月6日放送）
- 月曜ゴールデン『信濃のコロンボ〜死者の木霊〜』（TBS 2013年10月7日放送）
- 『刑事吉永誠一 涙の事件簿』（テレビ東京 2013年10月11日放送）
- 『クロコーチ』（TBS 2013年10月11日 11月1日放送）
- 『世にも奇妙な物語 2013年 秋の特別編』 （フジテレビ 2013年10月12日放送）
- 『ハニー・トラップ』（フジテレビ 2013年10月19日・10月26日放送）
- 『リーガル・ハイ』（フジテレビ 2013年10月23日・10月30日放送）
- 『ハクバノ王子サマ』（読売テレビ 2013年10月24日放送）
- 『天国の恋』（東海テレビ 2013年10月28日放送）
- 『熱血硬派くにおくん』（NOTTV 2013年11月22日放送）
- 『こうのとりのゆりかご〜「赤ちゃんポスト」の6年間と救われた92の命の未来〜』（TBS 2013年11月25日放送）
- 『ミス・パイロット』（フジテレビ 2013年11月26日放送）
- テレビ朝日55周年記念スペシャルドラマ『オリンピックの身代金』（テレビ朝日 2013年11月30日放送）
- 『家族の裏事情』（フジテレビ 2013年12月13日放送）
- 月曜ゴールデン特別企画『恋』（TBS 2013年12月16日放送）
- 読売テレビ開局55周年記念番組『30分だけの愛』（読売テレビ 2014年1月2日放送）
- ドラマ10『紙の月』（NHK総合テレビ 2014年1月7日放送）
- 『医龍4』（フジテレビ 2014年1月9日 2月6日放送）
- 『S -最後の警官-』（TBS 2014年1月12日 2月9日放送）
- 『福家警部補の挨拶』（フジテレビ 2014年1月14日・1月28日放送）
- 『夜のせんせい』（TBS 2014年1月17日・1月24日・1月31日・3月21日放送）
- 『僕のいた時間』（フジテレビ 2014年1月22日放送）
- 『Dr.DMAT』（TBS 2014年1月30日放送）
- 水曜ミステリー9『特命おばさん検事！花村絢乃の事件ファイル2』（テレビ東京 2014年2月5日放送）
- 星新一ミステリーSP『華やかな三つの願い』（フジテレビ 2014年2月15日放送）
- 『三匹のおっさん』（テレビ東京 2014年2月28日・3月7日・3月14日放送）
- 『最高のおもてなし』（日本テレビ 2014年2月28日放送）
- 『トクボウ 警察庁特殊防犯課』（読売テレビ 2014年4月10日 5月15日放送）
- 『花咲舞が黙ってない』（日本テレビ 2014年4月16日放送）
- 『アリスの棘』（TBS 2014年5月8日放送）
- 『十津川警部シリーズ52』（TBS 2014年5月12日放送）
- 『続・最後から二番目の恋』（フジテレビ 2014年5月15日放送）
- ドラマ24『リバースエッジ 大川端探偵社』（テレビ東京 2014年5月17日放送）
- 『SMOKING GUN〜決定的証拠〜』（フジテレビ 2014年6月4日放送）
- 『極悪がんぼ』（フジテレビ 2014年6月9日放送）
- 土曜ワイド劇場『京都南署鑑識ファイル 氷上の連続殺人!!』（テレビ朝日 2014年6月14日放送）
- 『碧の海』（東海テレビ 2014年7月1日放送）
- 金曜プレステージ『Dr.検事モロハシ』（フジテレビ 2014年7月1日放送）
- 『ペテロの葬列』（TBS 2014年7月14日放送）
- 『HERO』（フジテレビ 2014年7月28日放送）
- 『GTO』（フジテレビ 2014年7月29日放送）
- 『獣医さん、事件ですよ』（読売テレビ 2014年7月31日放送）
- 『あすなろ三三七拍子』（フジテレビ 2014年8月5日放送）
- 『アオイホノオ』（テレビ東京 2014年8月16日放送）
- 『聖女』（NHK総合テレビ 2014年8月19日放送）
- 『ラスト・ドクター』（テレビ東京 2014年8月29日放送）
- 『ほっとけない魔女たち』（東海テレビ 2014年9月5日放送）
- 『玉川区役所 OF THE DEAD』（テレビ東京 2014年10月4日放送）
- 『十津川警部シリーズ53』（TBS 2014年10月20日放送）
- 『女はそれを許さない』（TBS 2014年11月4日放送）
- 『ママとパパが生きる理由。』（TBS 2014年11月20日放送）
- 『ビンタ!』（読売テレビ 2014年11月20日放送）
- 『ディア・シスター』（フジテレビ 2014年11月20日放送）
- 『リーガルハイ・スペシャル』（フジテレビ 2014年11月22日放送）
- 『素敵な選TAXI』（関西テレビ 2014年12月2日放送）
- 『黒服物語』（テレビ朝日 2014年12月5日放送）
- 『松本清張〜坂道の家』（テレビ朝日 2014年12月6日放送）
- 土曜ワイド劇場『逆転報道の女』（テレビ朝日 2014年12月9日放送）
- 『美しき罠』（TBS 2015年1月8日放送）
- 『残念な夫。』（フジテレビ 2015年1月14日放送）
- 『流星ワゴン』（TBS 2015年1月18日放送）
- 『問題のあるレストラン』（フジテレビ 2015年1月22日放送）
- 『新ナニワ金融道』（フジテレビ 2015年1月24日放送）
- 『五つ星ツーリスト』（読売テレビ 2015年2月5日放送）
- 『ウロボロス』（TBS 2015年2月6日放送）
- 『太鼓持ちの達人〜正しい××のほめ方〜』（テレビ東京 2015年2月9日放送）
- 『永遠の0』（テレビ東京 2015年2月14日放送）
- 金曜プレステージ『三面記事の女たち -愛の巣-』（フジテレビ 2015年2月20日放送）
- 『まっしろ』（TBS 2015年2月24日放送）
- 『ゴーストライター』（フジテレビ 2015年2月24日放送）
- 『銭の戦争』（関西テレビ放送 2015年3月3日放送）
- 『ゴーストライター』（フジテレビ 2015年3月17日放送）
- 『プラチナエイジ』（東海テレビ 2015年3月30日放送）
- 『イタズラなKiss2〜Love in TOKYO』（フジテレビ 2015年3月24日放送）
- 『恋愛時代』（読売テレビ 2015年4月9日放送）
- 『医師たちの恋愛事情』（フジテレビ 2015年4月9日放送）
- 『戦う!書店ガール』（関西テレビ放送 2015年4月14日放送）
- 『ヤメゴク〜ヤクザやめて頂きます〜』（TBS 2015年4月16日放送）
- 『容疑者は8人の人気芸人』（フジテレビ 2015年4月18日放送）
- 『仮面ライダードライブ』（テレビ朝日 2015年5月10日放送）
- 『アルジャーノンに花束を』（TBS 2015年6月5日放送）
- 『リスクの神様』（フジテレビ 2015年7月8日放送）
- 『守護神・ボディーガード 進藤輝4』（TBS 2015年7月13日放送）
- 『37.5℃の涙』（TBS 2015年7月16日放送）
- 『ナポレオンの村』（TBS 2015年7月19日放送）
- 月曜ゴールデン『警視庁南平班〜七人の刑事〜8』（TBS 2015年8月3日放送）
- 『花咲舞が黙ってない』（日本テレビ 2015年8月5日放送）
- 『癒し屋キリコの約束』（東海テレビ 2015年8月21日放送）
- 『民王』（テレビ朝日 2015年8月21日放送）
- 『ど根性ガエル』（日本テレビ 2015年8月22日放送）
- 『ほんとにあった怖い話 15周年スペシャル』（フジテレビ 2015年8月29日放送）
- 『HEAT』（関西テレビ放送 2015年9月1日放送）
- 『探偵の探偵』（フジテレビ 2015年9月3日放送）
- 『磁石男』（日本テレビ 2015年9月18日放送）
- 土曜プレミアム『一千兆円の身代金』（フジテレビ 2015年10月17日放送）
- 『下町ロケット』（TBS 2015年10月18日放送）
- 『遺産争族』（テレビ朝日 2015年10月22日放送）
- 『アンダーウェア』（フジテレビ 2015年11月13日放送）
- 『サイレーン 刑事×彼女×完全悪女』（関西テレビ放送 2015年11月17日放送）
- 金曜ロードSHOW!『視覚探偵日暮旅人』（日本テレビ 2015年11月20日放送）
- 『青春探偵ハルヤ』（読売テレビ 2015年11月26日放送）
- 『世にも奇妙な物語』（フジテレビ 2015年11月28日放送）
- 『ナオミとカナコ』（フジテレビ 2016年1月14日放送）
- 『臨床犯罪学者 火村英生の推理』（日本テレビ 2016年1月17日放送）
- 『いつかこの恋を思い出してきっと泣いてしまう』（フジテレビ 2016年1月25日放送）
- 『わたしを離さないで』（TBS 2016年1月29日放送）
- 『松本清張スペシャル・喪失の儀礼』（テレビ東京 2016年3月30日放送）
- 『民王スペシャル〜新たなる陰謀〜』（テレビ朝日 2016年4月15日放送）
- 『ラヴソング』（フジテレビ 2016年5月13日放送）
- 『私 結婚できないんじゃなくて、しないんです』（TBS 2016年5月13日放送）
- 『警視庁さくらポリス〜最強の姉妹捜査官〜』（テレビ東京 2016年5月18日放送）
- 『ドクター調査班〜医療事故の闇を暴け〜』（テレビ東京 2016年5月27日放送）
- 『OUR HOUSE』（フジテレビ 2016年6月5日放送）
- 『HOPE〜期待ゼロの新入社員〜』（フジテレビ 2016年7月24日放送）
- 『朝が来る』（東海テレビ 2016年7月31日放送）
- 『せいせいするほど、愛してる』（TBS 2016年8月2日放送）
- 『トラック野郎の事件日誌』（TBS 2016年9月26日放送）
- 『キャリア〜掟破りの警察署長〜』（フジテレビ 2016年10月16日・10月23日放送）
- 『コック警部の晩餐会』（TBS 2016年10月19日放送）
- 『運命に、似た恋』（NHK総合テレビ 2016年10月28日放送）
- 『逃げるは恥だが役に立つ』（TBS 2016年11月8日放送）
- 『砂の塔〜知りすぎた隣人』（TBS 2016年12月9日放送）
- 『ぼくのセンセイ』（フジテレビ 2016年12月26日放送）
- 『富士ファミリー2017』（NHK総合テレビ 2017年1月3日放送）
- 『特命係長 只野仁』（AbemaTV 2017年1月7日放送）
- 『不機嫌な果実スペシャル〜3年目の浮気〜』（テレビ朝日 2017年1月13日放送）
- 『三匹のおっさん3〜正義の味方』（テレビ東京 2017年1月20日放送）
- 『大貧乏』（フジテレビ 2017年1月22日放送）
- 『スーパーサラリーマン左江内氏』（Hulu 2017年3月18日放送）
- 『人は見た目が100パーセント』（フジテレビ 2017年4月12日放送）
- 『緊急取調室』（テレビ朝日 2017年4月27日放送）
- 『CRISIS 公安機動捜査隊特捜班』（フジテレビ 2017年5月23日放送）
- 『女囚セブン』（テレビ朝日 2017年6月2日放送）
- 『コード・ブルー -ドクターヘリ緊急救命-』（フジテレビ 2017年7月17日放送）
- 『ウチの夫は仕事ができない』（日本テレビ 2017年8月19日放送）
- 『奥様は、取り扱い注意』（日本テレビ 2017年10月4日放送）
- 『アイ～私と彼女と人工知能～』（フジテレビ 2017年10月10日放送）
- 『明日の約束』（関西テレビ放送  2017年10月17日放送）
- 『民衆の敵』（フジテレビ 2017年11月13日放送）
- 『私を離さないで』（TBSチャンネル 2017年11月25日放送）
- 『トットちゃん!』（テレビ朝日 2017年12月19日放送）
- 『明日の君がもっと好き』（テレビ朝日 2018年1月20日放送）
- 『anone』（日本テレビ 2018年1月24日放送）
- 『隣の家族は青く見える』（フジテレビ 2018年2月1日放送）
- 『ファイナルカット』（フジテレビ 2018年3月13日放送）
- 『いつまでも白い羽根』（東海テレビ 2018年4月28日放送）
- 『あなたには帰る家がある』（TBS 2018年6月1日放送）
- 『ラストチャンス』（テレビ東京 2018年7月16日放送）
- 『警視庁ゼロ係』（テレビ東京 2018年7月27日放送）
- 『健康で文化的な最低限度の生活』（フジテレビ 2018年8月14日放送）
- 『乱反射』（テレビ朝日 2018年9月22日放送）
- 『メゾン・ド・ポリス』（TBS 2019年2月1日放送）
- 『私のおじさん〜WATAOJI〜』（テレビ朝日 2019年1月11日放送）
- 『トレース〜科捜研の男〜』（フジテレビ 2019年1月14日放送）
- 『仮面ライダージオウ スピンオフ RIDER TIME』（ビデオパス 2019年3月31日配信）
- 『ラジエーションハウス』（フジテレビ 2019年4月8日放送）
- 『白衣の戦士!』（日本テレビ 2019年4月10日放送）
- 『ストロベリーナイト・サーガ』（フジテレビ 2019年4月18日放送）
- 『わたし旦那をシェアしてた』（読売テレビ 2019年8月8日放送）
- 『FLY! BOYS, FLY! 僕たち、CAはじめました』（関西テレビ放送 2019年9月24日放送）

### 映画
- 『桜蘭高校ホスト部』（ソニー・ピクチャーズ エンタテインメント 2012年3月17日全国公開）
- 『LOVE まさお君が行く!』（松竹 2012年6月23日全国公開）
- 『HOMESICK』（第34回ぴあフィルムフェスティバル スカラシップ映画 2012年9月27日公開）
- 『悪の教典』（東宝 2012年11月10日全国公開）
- 『プラチナデータ』（東宝 2013年3月16日全国公開）
- 『人類資金』（松竹 2013年10月19日全国公開）
- 『ルームメイト』（東映 2013年11月9日全国公開）
- 『タイガーマスク』（東宝 2013年11月9日全国公開）
- 『土竜の唄』（東宝 2014年2月15日全国公開）
- 『ケルベロスの肖像』（東宝 2014年3月29日全国公開）
- 『青天の霹靂』（東宝 2014年5月24日全国公開）
- 『寄生獣』（東宝 2014年11月29日全国公開）
- 『寄生獣 完結編』（東宝 2015年4月25日全国公開）
- 『ヒロイン失格』（ワーナー・ブラザース 2015年9月19日全国公開）
- 『オオカミ少女と黒王子』（ワーナー・ブラザース 2016年5月28日全国公開）
- 『ミュージアム』（ワーナー・ブラザース 2016年11月12日全国公開）
- 『破裏拳ポリマー』（KADOKAWA 2017年5月13日全国公開）
- 『恋と嘘』（ショウゲート 2017年10月14日全国公開）
- 『恋は雨上がりのように』（東宝 2018年5月25日全国公開）
- 『劇場版 コード・ブルー -ドクターヘリ緊急救命-』（東宝 2018年7月27日全国公開）
- 『泣き虫しょったんの奇跡』（東京テアトル 2018年9月7日全国公開）
- 『旅猫リポート』（松竹 2018年10月26日全国公開）
- 『殺さない彼と死なない彼女』（角川 2019年11月15日全国公開）
- 『"隠れビッチ"やってました。』（キノフィルムズ 2019年12月6日全国公開）
- 『記憶屋』（松竹 2020年1月17日全国公開）

### CM
- 朝日新聞（全国民放各局 2012年2月1日〜2013年1月放映）
- 久光製薬（全国民放各局 2012年2月26日〜2013年1月放映）
- スタジオアリス（Web公開 2017年9月〜）

## その他
ダイエットに効果のあるとされる、やきとりじいさん体操を推奨し、DVD付き同体操の書籍にも一部執筆している。

### 書籍
- やきとりじいさん体操（岡田麻紀著　ダイヤモンド社）

### 新聞
- 笑顔で「やきとり体操」　読売新聞（2009年5月14日）[2]